# Ga Beomeosa
Ga Beomeosa (tiếng Hàn: 범어사역; Hanja: 梵魚寺驛) là ga của Busan Metro tuyến 1 ở Cheongnyong-dong, Geumjeong, Busan, Hàn Quốc.

## Liên kết
- (tiếng Hàn) Thông tin ga từ Tổng công ty vận chuyển Busan